# Barchessa di villa Grollo
La barchessa di villa Marcello, Grollo è un edificio storico di Selva del Montello, frazione del comune italiano di Volpago del Montello (provincia di Treviso).
Posta in prossimità dello "stradon del Bosco" che lambisce il versante sud del Montello, è ciò che resta di un grande complesso che fu probabilmente dei Marcello, patrizi veneziani che detenevano numerose proprietà nella zona.
Molto probabilmente in origine erano due le barchesse che affiancavano il corpo centrale della villa veneta, demolita durante l'Ottocento.
Dell'originale complesso architettonico rimangono il parco con il lungo viale alberato e i resti del caratteristico muro in sassi di fiume, osservabili lungo le vie antistanti.
Il secentesco edificio è evidentemente allungato di tre archi sulla parte destra; inizialmente prevedeva l'accostamento di cinque assi di apertura uguali. Le arcate del portico, con un lungo profilo ad arco a tutto sesto, si estendono per l'intero piano terra e girano con due campate, di cui quella interna tamponata. Esse risultano riquadrate da un ordine di lesene con capitelli dorici, che sostengono una cornice modanata, sulla quale si saldano i conci in chiave d'arco delle aperture centinate, contornate a loro volta da pennacchi colorati.